# 上原实矩
上原实矩（日语：／ Uehara Miku，1998年11月4日—），日本女演员（前童星）、艺人、模特。出生于东京都。

## 经历
上原自小学2年级起就开始作为儿童演员而活跃于演艺圈。2010年在电影《好想告诉你》中出演主人公的少年期，成为演员的出道作。此后出演了2013年电视剧《放学后Groove》，2015年电影《暗殺教室》、《女孩舞步》等。
2019年首次主演冲绳国际电影节展出作品《这个地方和我》（日语：この街と私）。

## 作品

### 电影
- 好想告诉你（2010年）
- （2013年）
- （2014年）
- 暗殺教室（2015年）
- （2015年）[4]
- 暗殺教室〜毕业篇〜（2016年） - 奧田愛美[5]
- “MY NICKNAME is BUTATCHI”（2016年）
- （2017年）[6]
- （2018年）

### 电视剧
- （2013年，TBS）
- （2015年，NHK）
- （2016年，WOWOW）
- 第7集（2017年，东京电视台）[7]

### 网络电视剧
- 赛车总动员3 - （2017年，YouTube）[8]
- 學園孤島 - （2019年、Amazon Prime Video）[9]
- 主人公（2019年秋、YouTube）[2]
- 和我老公結婚吧（2025年、Amazon Prime Video）- 瑠璃

### MV
- SHISHAMO 《你与夏季音乐节》（2014年）
- SHISHAMO 《离别的季节》（2015年）
- SHISHAMO 《你与滑雪场》（2015年）
- KANA-BOON 《Fighter（日语：Fighter (KANA-BOONの曲)）》（2017年）
- BUMP OF CHICKEN 《Aurora》 (2019年）